# Melchor Múzquiz
Melchor Eca y Múzquiz de Arrieta (Santa Rosa, Coahuila, 5 de Janeiro de 1790 - Cidade do México, 14 de Dezembro de 1844) foi um político e militar mexicano. Combateu na guerra da Independência do México no lado independentista e no final desta foi apoiante do Plano de Iguala e governador do Estado do México (1823-1827). Em 14 de Agosto de 1832 assumiu interinamente a presidência do país, cargo que ocupou até Dezembro do mesmo ano.